# Márcio Souza
Márcio Gonçalves Bentes de Souza (Manaus, 4 de março 1946 – Manaus, 12 de agosto de 2024) foi um jornalista, dramaturgo, editor, roteirista e romancista brasileiro.

## Biografia
Fez o curso primário no Grupo Escolar Princesa Isabel, cursou o ginasial e científico no Colégio Dom Bosco, em Manaus. Na sua cidade natal, ainda jovem, começou a trabalhar como crítico de cinema no jornal O Trabalhista, do qual seu pai era sócio. Em 1965 assumiu a coordenação das edições do governo do estado do Amazonas, mas, logo em seguida, deixou a cidade para estudar Ciências Sociais, de início, em Brasília, depois em São Paulo, onde ingressou Universidade de São Paulo (USP). Perseguido pela ditadura militar brasileira, interrompeu os estudos em 1969 e começou a vida profissional no cinema, como crítico, roteirista e diretor. Na dramaturgia, escreveu peças como As folias do látex e Tem piranha no pirarucu. Como roteirista, foi autor, entre outros, de Rapsódia Incoerente, Prelúdio Azul, e Manaus Fantástica.
Esteve preso em 1966 pela exibição da peça francesa A idade do ouro; em 1969 e 1972, em virtude de sua militância política. Além disso, teve censurada a sua peça Zona Franca, meu amor. Regressou a Manaus em 1972, onde passou a integrar o Teatro Experimental do Serviço Social do Comércio - Tesc/Sesc, grupo que discutia temas ligados à cultura local.
Em 1976, assumiu o cargo de diretor de planejamento da Fundação Cultural do Amazonas.
No ano de 1990, exerceu o cargo de diretor do Departamento Nacional do Livro e foi também presidente da Fundação Nacional de Artes (Funarte) entre 1995 e 2003, no governo de Fernando Henrique Cardoso. Ocupou ainda a presidência do Conselho Municipal de Política Cultural da cidade de Manaus.
Em 1997, Lealdade recebeu o prêmio da Associação Paulista de Críticos no gênero ficção.
Foi professor assistente na Universidade de Berkeley e escritor residente nas universidades de Stanford, Austin e Dartmouth. Como palestrante foi convidado pela Sorbonne, Heldelberg, Coimbra, Universidade Livre de Berlin, Universidade Harvard e Santiago de Compostela. Foi acadêmico titular da Academia Amazonense de Letras, na cadeira nº 25, eleito em 11 de setembro de 2004 e recebido em 25 de outubro do mesmo ano.

## Carreira artística
O seu primeiro livro, uma obra de crítica cinematográfica, data de 1967, O mostrador de sombras. Em 1970, dirigiu o filme A Selva, baseado no romance do escrito português Ferreira de Castro. Trata-se de um drama, produzido pela L.M. Produções Cinematográficas Ltda, com locações em Manaus.
Com a obra Galvez - Imperador do Acre, iniciou sua carreira literária, em 1976. A obra não foi teria sido bem aceita pelas autoridades da região que a consideraram um desrespeito à História oficial, não observando, porém, que, na nota introdutória, o seu autor alertava para a ficcionalidade da narrativa: " (...) o livro despertou forte reação adversa nos meios oficiais amazonenses, que viram nessa narrativa uma forma injusta de revelar a narrativa".
Escreveu diversas obras inseridas no ambiente sociocultural da Amazônia, tais como Mad Maria, Plácido de Castro contra o Bolivian Syndicate, Zona Franca, meu amor e Silvino Santos: o cineasta do ciclo da borracha, entre outras. Entre 1981 e 1982, publicou em folhetins, no jornal Folha de S.Paulo, o romance A Resistível Ascensão do Boto Tucuxi. Mad Maria foi adaptada como minissérie e exibida em rede nacional de televisão, fato que popularizou a obra do autor.
O autor, em entrevista, reconheceu a influência de Machado de Assis em sua ficção, especialmente a ironia que pontua as suas obras, assim como aponta a fragmentação trazida pelo Modernismo como um ponto marcante, ainda que admita certa linearidade narrativa em suas histórias. "O humor (...) incrustado mimeticamente na linguagem, me veio primeiro a partir do sarcasmo machadiano".
Destacou-se também como cineasta e ensaísta (A selva; A expressão amazonense do neolítico à sociedade de consumo). Mais recentemente, tem se dedicado a uma teatrologia sobre os anos em que a antiga Província do Grão-Pará, que fora durante todo o período colonial um estado separado, atravessou a séria crise de sua anexação ao Brasil e de revoltas contra o poder do Rio de Janeiro e/ou contra a desigualdade social, de que padeciam sobretudo os negros e os indígenas.
A sua experiência com o cinema e a censura política parece ter rendido o romance Operação silêncio, em que o protagonista Paulo Conti tenciona realizar um filme sobre a violência - política - entre os colonizadores, como forma de denúncia, mas se valendo do financiamento do governo nacional para os custos de sua produção. "O romance discute ainda a relação entre a arte, sobretudo o cinema, e a revolução, o papel social do escritor e do cineasta no auge do regime militar e a necessidade de diminuir a distância entre o artista e sua época".

## Morte
Márcio sofria de diabetes e morreu de infarto na manhã de 12 de agosto de 2024, aos 78 anos.

## Obras

### Literatura
- Mostrador de Sombras, UBE/Amazonas e Editora Sérgio Cardoso. 1969
- Galvez – Imperador do Acre, Edições Governo do Estado do Amazonas. 1976
- A Expressão Amazonense, Editora Alfa-ômega, São Paulo. 1977
- Operação Silêncio, Editora Civilização Brasileira, Rio de Janeiro. 1978
- Teatro Indígena do Amazonas, Editora Codecri, Rio de Janeiro. 1979
- Feira Brasileira de Opinião, Editora Global, São Paulo. 1979
- Malditos Escritores, Movimento, São Paulo. 1979
- Mad Maria, Editora Civilização Brasileira, Rio de Janeiro. 1980
- Tem Piranha no Pacu, Editora Codecri, Rio de Janeiro. 1980
- A Resistível Ascensão do Boto Tucuxi, Editora Marco Zero, Rio de Janeiro. 1982
- A Ordem do Dia, Editora Marco Zero, Rio de Janeiro. 1983
- O Palco Verde, Editora Marco Zero, São Paulo. 1983
- A Condolência, Editora Marco Zero, São Paulo. 1984
- O Brasileiro Voador, Editora Marco Zero, São Paulo. 1985
- O Empate Contra Chico Mendes, Editora Marco Zero, São Paulo. 1986
- O Fim do Terceiro Mundo, Editora Marco Zero, São Paulo;1989
- Breve História da Amazônia, Editora Marco Zero, São Paulo. 1992
- A Caligrafia de Deus, Editora Marco Zero, São Paulo. 1993
- Anavilhanas, o Jardim do Rio Negro Editora Agir, Rio de Janeiro. 1996
- Lealdade, Editora Marco Zero, São Paulo. 1997
- Teatro Completo – Volumes I, II e III, Editora Marco Zero, São Paulo. 1997
- Um Olhar sobre a Cultura Brasileira, com Francisco Weffort. Edição do Ministério da Cultura, Brasília. 1998
- Silvino Santos, o cineasta do ciclo da borracha, Edições Funarte, Rio de Janeiro. 1996
- Parque do Jaú, Editora Agir, Rio de Janeiro. 2000
- Fascínio e Repulsa, Edições do Fundo Nacional de Cultura, Rio de Janeiro. 2000
- Entre Moisés e Macunaíma, com Moacyr Scliar, Editora Garamond, Rio de Janeiro. 2000
- Desordem, Editora Record Rio de Janeiro. 2001
- Pico da Neblina, Editora Agir, Rio de Janeiro. 2001
- Breve História da Amazônia, Editora Agir, Rio de Janeiro. 2001
- Políticas Culturais Brasileiras, Editora Manole, São Paulo. 2002
- A Expressão Amazonense, edição revista, Editora Valer, Manaus. 2002
- Galvez, Imperador do Acre, versão em quadrinhos. Secult-Pará, Belém. 2004
- A paixão de Ajuricaba, Editora Valer, 2005
- Ajuricaba, o Caudilho das Selvas, Editora Callis, 2006
- O Nascimento do Rio Amazonas, Editora Lazuli, 2006
- História da Amazônia, Editora Valer, 2009
- A Substância das Sombras, Cinema Arte do Nosso Tempo, Editora Valer, 2010
- Amazônia Indígena, Editora Record, 2015